# Arnould de Vuez

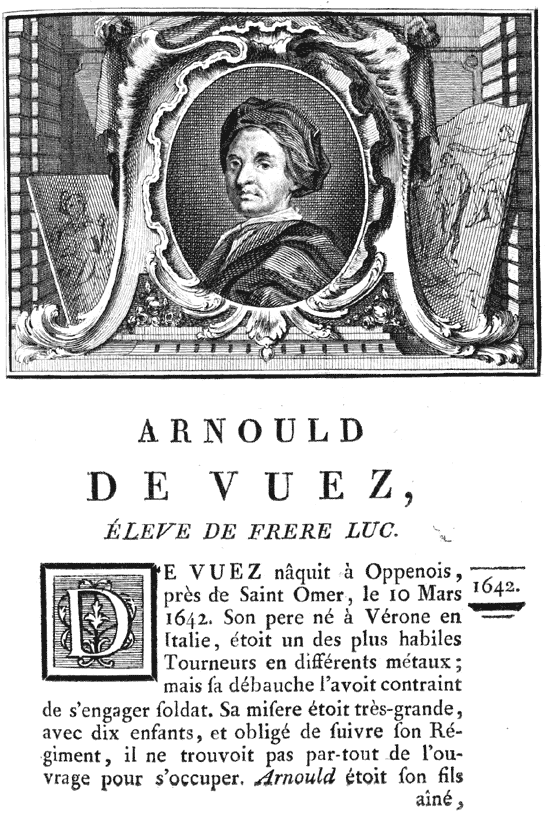
Bildnis des Arnould de Vuez

Arnould de Vuez (* 10. März 1642 in Saint-Omer (Pas-de-Calais); † 3. April 1724 in Saint-André-lez-Lille) war ein französischer Maler.

## Leben
Arnould de Vuez war der Älteste von zehn Geschwistern und sein Vater, der in Verona geboren wurde und eigentlich Metallkunstdrechsler war, diente als Soldat. Arnould verließ 1657 seinen Geburtsort in Richtung Paris, um seine Maltechnik im Atelier von Luc, einem Franziskaner-Mönch, zu perfektionieren. Dann zog er zu seinem Onkel, einem Kanoniker nach Venedig und später nach Rom, wo er 1661 einen ersten Preis für eine seiner Zeichnungen an der Accademia di San Luca erhielt.

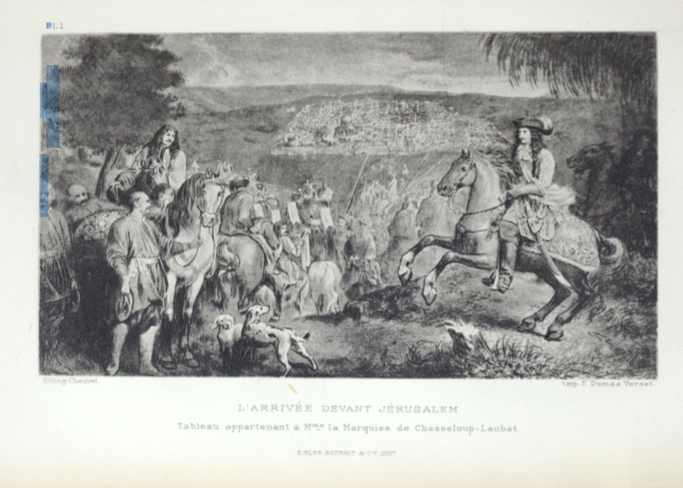
Grafik des 2018 entdeckten Gemäldes Marquis de Nointel erreicht Jerusalem von Eduard Dumas-Vorzet (um 1900)

Da er in einem Duell seinen Gegner tötete, musste er nach Paris fliehen.
Dort arbeitete Arnould im Atelier von Charles Le Brun am Hof von Ludwig XIV. Die Kirche Notre Dame in Paris beauftragte Arnould mit dem Bild „Der ungläubige Thomas“, das sich seit der Französischen Revolution in der Kathedrale Saint-Jean de Lyon befindet. Etwa ein Jahr (in den 1670er Jahren) hat er sich beim französischen Gesandten Charles Olier de Nointel in Konstantinopel aufgehalten, kehrte danach nach Paris zurück.
Nach Le Bruns Tod 1690 ließ sich de Vuez in Saint-André-lez-Lille nieder, wo er im Jahre 1724 starb. Seit der Eroberung durch Ludwig XIV. wurde die Stadt neu aufgebaut und Arnould de Vuez erhielt Aufträge von religiösen Institutionen in der Stadt und ihrer Umgebung, darunter das Hospiz Comtesse und die Karmeliter in Lille, die Karmeliter in Douai, die Benediktiner in Marchiennes und die Jesuiten in Cambrai.
Sein Stil war stark von der italienischen Renaissance geprägt und dem Farbsinn flämischer Künstler wie Rubens und Anthony van Dyck nachempfunden.
Im Jahr 2018 wurde de Vuez’ ca. 3 × 6 m großes Gemälde Marquis de Nointel erreicht Jerusalem, welches de Vuez 1674 gemalt hatte, in gut erhaltenem Zustand hinter der Wand eines Pariser Appartementes während der Umgestaltung zu einer Óscar de la Renta-Boutique entdeckt. Die Vermutung ist, dass es an der Wand festgeklebt und anschließend verdeckt wurde, um es vor den Nationalsozialisten, die im Zweiten Weltkrieg die Stadt Paris von 1940 bis 1944 besetzt hatten und Kunstgegenstände im großen Maßstab enteigneten, zu schützen.
Die Rue de Arnould-de-Vuez in Lille ist nach ihm benannt.

## Werke (Auswahl)

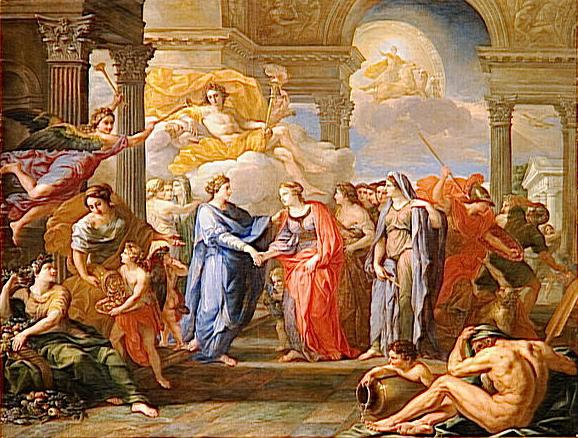
Allegorie auf die Hochzeit von Louis de Bourbon, dauphin de Viennois mit Maria Anna Victoria von Bayern (Louvre, Paris)

- Allegorie auf die Hochzeit von Louis de Bourbon, dauphin de Viennois mit Maria Anna Victoria von Bayern, de Vuez's Akademiewerk
- Maria Verkündigung, Kirche Saint-André, Lille
- Die heilige Zita, (1696), Musée des Beaux-Arts, Lille
- Der ungläubige Thomas, Kathedrale von Lyon
- Die heilige Cäcilia begleitet von drei musizierenden Engeln, Musée des Beaux-Arts, Lille
- Anbetung der Hirten, Kirche Saint-Étienne, Lille
- Trauernde Jungfrau Maria, Musée des Beaux-Arts, Lille
- Franz von Assisi receiving the stigmata, Musée des Beaux-Arts, Lille
- Balduin V. von Hennegau and Margarete I. von Flandern, Musée de l’Hospice Comtesse, Lille
- Karl der Kühne, Musée de l’Hospice Comtesse, Lille
- Karitas, Musée de l’Hospice Comtesse, Lille
- Glauben, Musée de l’Hospice Comtesse, Lille
- Ursula von Köln|Martyrium der heiligen Ursula, Musée de l’Hospice Comtesse, Lille
- Jungfrau Maria, Musée de l’Hospice Comtesse, Lille
- Mariä Aufnahme Himmelfahrt, Musée de l’Hospice Comtesse, Lille
- Maria von Burgund, (Frau von Kaiser Maximilian I), Musée de l’Hospice Comtesse, Lille

## Ausstellungen
- Lille au XVIIème siècle., 2000, Musée des Beaux Arts de Lille.